# Energía renovable

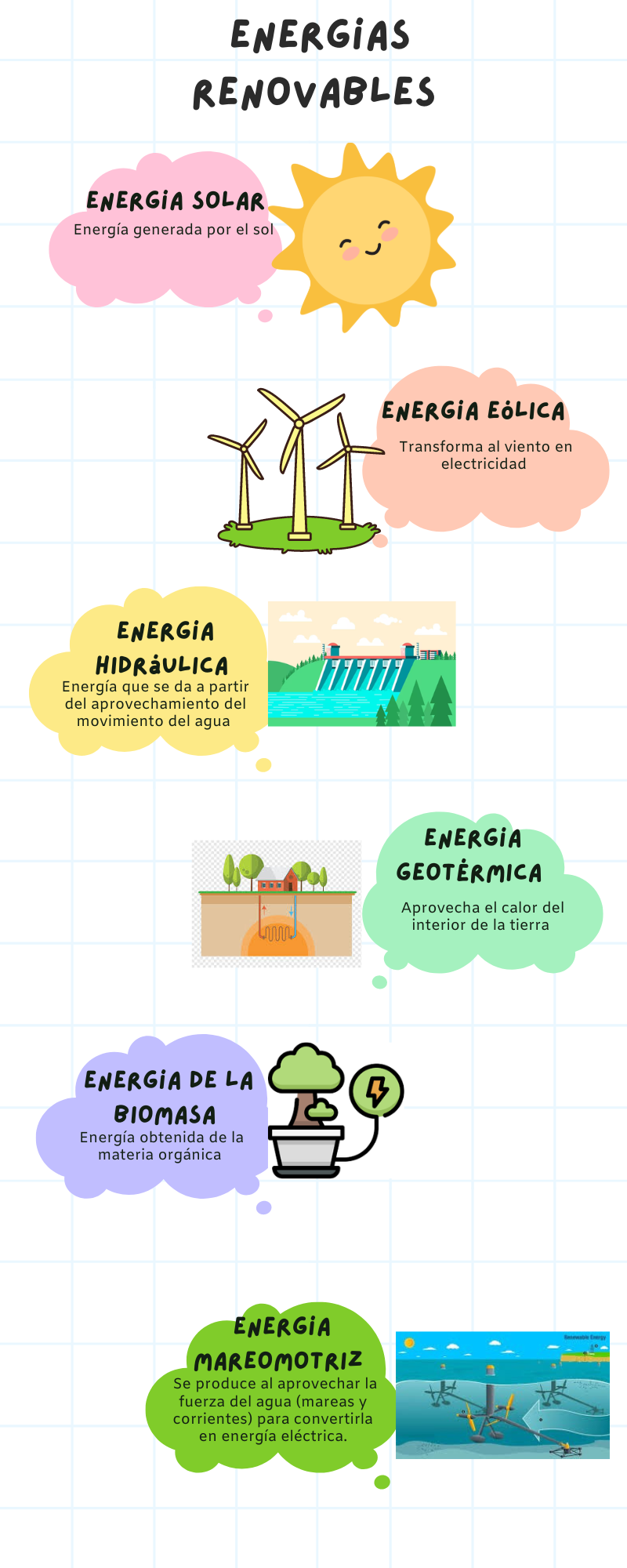
Principales tipos de energía renovable

La energía mareomotriz proviene de la fuerza del mar.

Se denomina energía renovable a la energía que se obtiene a partir de fuentes naturales virtualmente inagotables, ya sea por la inmensa cantidad de energía que contienen, o porque son capaces de regenerarse por medios naturales para la moderación de la extracción de minería de fluidos, gases y fósil.
Entre las energías renovables se encuentran la energía eólica, la geotérmica, la hidroeléctrica, la mareomotriz, la solar, la undimotriz, la biomasa y los biocarburantes. Las energías renovables desempeñan un papel fundamental en la transición hacia un sistema energético sostenible y son esenciales para mitigar el cambio climático.
De 2011 a 2021, las energías renovables aumentaron su participación en el suministro mundial de electricidad pasando de un 20% a un 28% mientras que el uso de energía proveniente de los combustibles fósiles se redujo del 68% al 62%, y la nuclear, del 12% al 10%. El uso de energía hidroeléctrica disminuyó del 16% al 15%, mientras que la energía solar y eólica aumentó del 2% al 10%. La biomasa y la energía geotérmica crecieron del 2% al 3%.En 2022, las energías renovables representaron el 30% de la generación mundial de electricidad, frente al 21% de 1985.
En muchos países del mundo, las energías renovables aportan más del 20% de su suministro energético total. Algunos países generan más de la mitad de su electricidad a partir de energías renovables. Unos pocos países generan toda su electricidad a partir de energías renovables. Se prevé que los mercados nacionales de energías renovables sigan creciendo con fuerza en la década de 2020 y en años posteriores.
El despliegue de las energías renovables se ve obstaculizado por las subvenciones masivas a los combustibles fósiles. En 2022, la Agencia Internacional de la Energía (AIE) pidió a todos los países que redujeran sus obstáculos políticos, normativos, de permisos y de financiación para desarrollar energías renovables. Esto aumentaría las posibilidades de que el mundo alcance la neutralidad de carbono en 2050. Según la AIE, para alcanzar las emisiones netas cero en 2050, el 90% de la generación mundial de electricidad deberá producirse a partir de fuentes renovables.
La cuestión de si la energía nuclear es renovable o no sigue siendo controvertida, pero en varias ocasiones, se dice que no lo es. También hay debates en torno a la geopolítica,  la extracción de metales y minerales necesarios para los paneles solares y las baterías, las posibles instalaciones en zonas protegidas y la necesidad de reciclar los paneles solares. Aunque la mayoría de las fuentes de energía renovables son sostenibles, algunas no lo son. Por ejemplo, algunas fuentes de biomasa son insostenibles al ritmo actual de explotación.

## Energía renovable
La energía se obtiene mediante aerogeneradores que aprovechan la energía cinética del viento transformándola en energía eléctrica. Este recurso puede calificarse como perpetuo, y la cantidad potencialmente obtenible en una zona geográfica concreta depende del régimen de vientos y de la orografía del lugar.

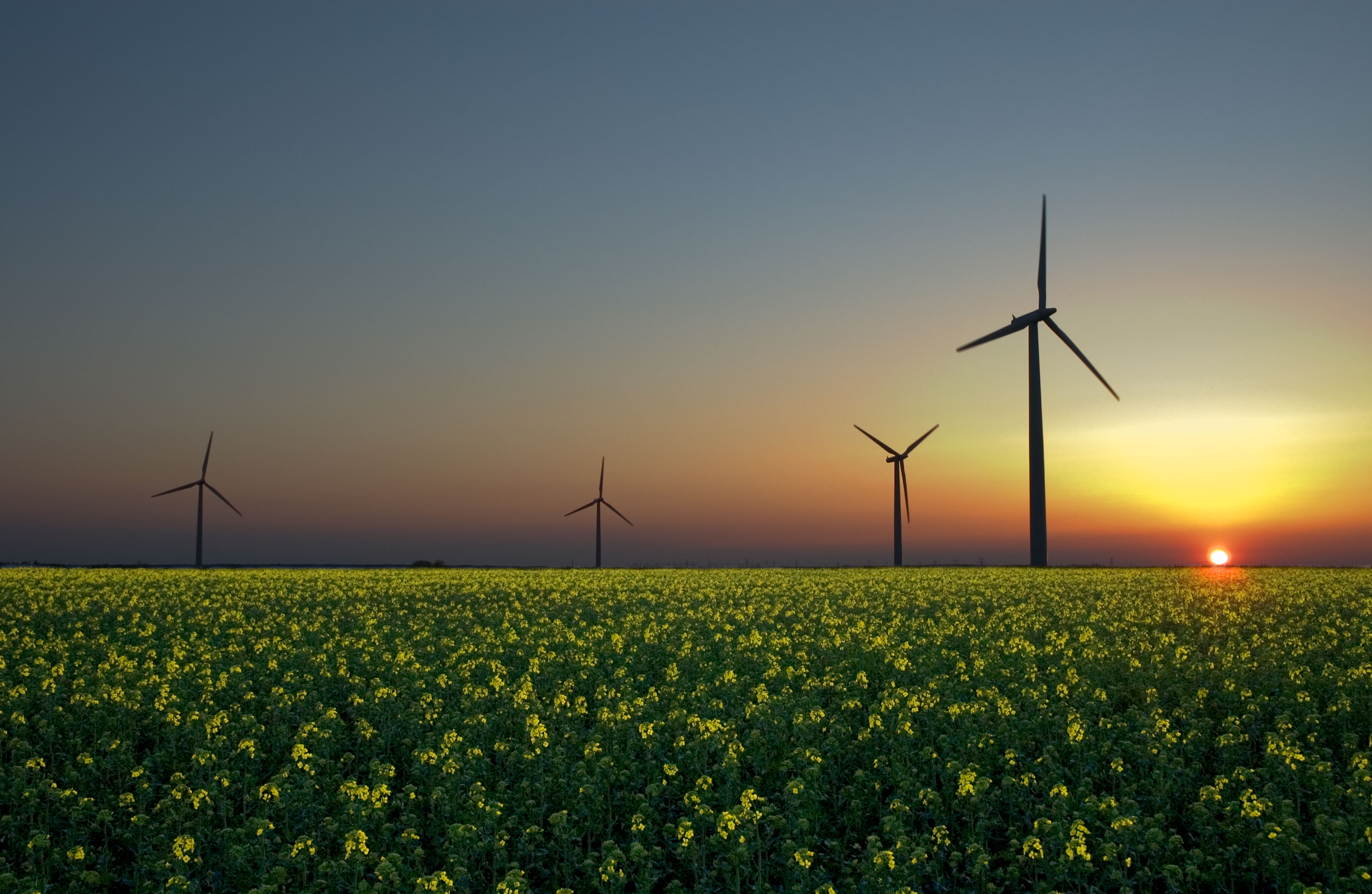
La energía eólica, la energía solar y la biomasa son tres fuentes de energía renovables.

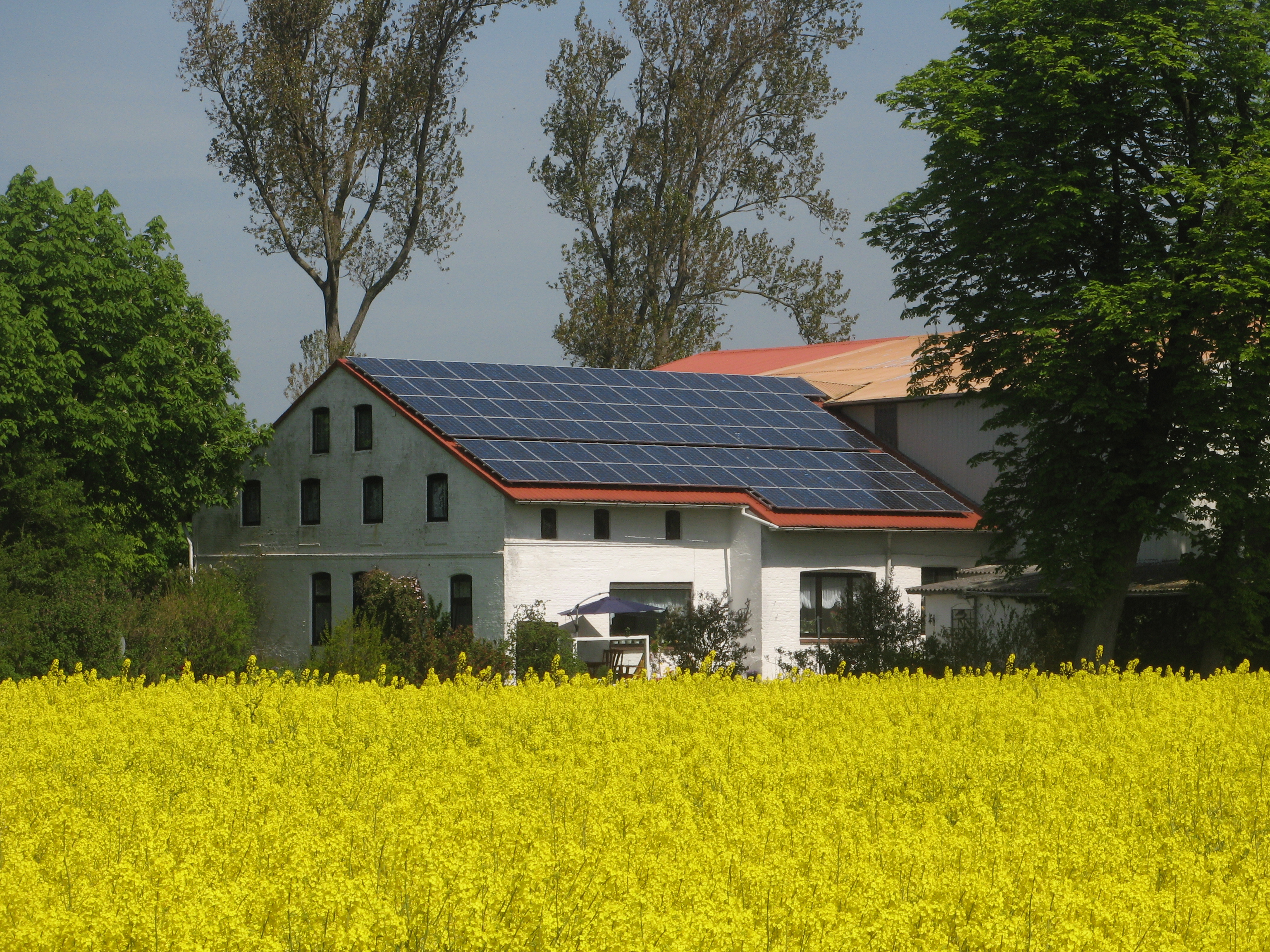
Instalación de energía solar fotovoltaica sobre el tejado de una vivienda rural, en Alemania.

Un concepto similar, pero no idéntico, es el de energías renovables: una energía alternativa, o más precisamente una fuente de energía alternativa es aquella que puede suplir a las energías o fuentes energéticas convencionales, ya sea por su menor efecto contaminante, o fundamentalmente por su posibilidad de renovación.
El consumo de energía es uno de los grandes medidores del progreso y bienestar de una sociedad. Sin embargo, el crecimiento económico y el desarrollo de las sociedades suelen ir acompañados de un aumento de demanda de energía y si la infraestructura energética no crece al mismo tiempo que la demanda, puede producirse una crisis.¿Crisis? La situación energética actual debe ser planteada como una crisis. Definitivamente, no podemos continuar con este modelo de desarrollo que no cumple con su rol principal, el cual no es la ganancia empresarial, sino asegurar que los habitantes tengan acceso a los recursos energéticos para garantizar buenas condiciones de vida, y obviamente, cuidar el medio ambiente.El concepto de crisis energética aparece cuando las fuentes de energía de las que se abastece la sociedad se agotan o se encarecen drásticamente. Un modelo económico como el actual, cuyo funcionamiento depende de un continuo crecimiento, exige también una demanda igualmente creciente de energía. Puesto que las fuentes de energía fósil y nuclear son finitas, es inevitable que en un determinado momento la demanda no pueda ser abastecida y todo el sistema colapse, salvo que se descubran y desarrollen otros nuevos métodos para obtener energía: estas serían las energías alternativas.
A pesar de los numerosos beneficios de las energías renovables como la reducción de las emisiones de los gases de efecto invernadero, el aumento de consumo de estas energías también presenta algunas desventajas, y además desafíos, por ejemplo en el caso de la energía solar y eólica dependen  de la situación meteorológica y ambiental que se presente en los lugares donde se aprovecha, por tanto su producción no es constante, además también pueden tener impactos negativos por ejemplo la energía eólica que puede afectar la vida silvestre principalmente las aves que en ocasiones chocan con las turbinas, asimismo puede provocar contaminación auditiva y también visual en áreas cercanas.La principal desventaja de la energía eólica es que existe incapacidad para controlar el viento, al  ser una energía menos predecible no puede ser utilizada como única fuente de generación eléctrica. Para salvar los momentos en los que no se dispone de viento suficiente para la producción de energía eólica dispensable un respaldo de las energías convencionales y el resto de renovables
Por otra parte, el empleo de las fuentes de energía no renovables actuales tales como el petróleo, el gas natural o el carbón acarrea consigo problemas como la progresiva contaminación, o el aumento de las emisiones de los gases invernadero, como consecuencia de la obtención de energía procedente de su combustión.
La discusión energía alternativa/convencional no es una mera clasificación de las fuentes de energía, sino que representa un cambio que necesariamente tendrá que producirse durante este siglo.
El concepto «energía alternativa» nació hacia los años 70 del pasado siglo, cuando empezó a tenerse en cuenta la posibilidad de que las energías tradicionalmente usadas, energías de procedencia fósil, se agotasen en un plazo más o menos corto (idea especialmente extendida a partir de la publicación, en 1972, del informe al Club de Roma, Los límites del crecimiento) y era necesario encontrar alternativas más duraderas. Actualmente, ya no se puede decir que sean una posibilidad alternativa: son una realidad y el uso de estas energías, por entonces casi quiméricas, se extiende por todo el mundo y forman parte de los medios de generación de energía normales.
Energía alternativa es un sinónimo para energía limpia, energía verde o energía renovable. Se consideran alternativas todas aquellas que provienen de recursos naturales y de fuentes inagotables, todas aquellas que, al producirlas, no contaminan.
La energía renovable, especialmente la solar y la eólica, ha alcanzado un costo competitivo en comparación con los combustibles fósiles. Según IRENA (2020), 'la reducción continua en los costos de las energías renovables está transformando los mercados de energía y representa una oportunidad significativa para reducir las emisiones de carbono globales mientras se aumenta el acceso a la energía' (p. 12). Esto sugiere que la inversión en energía renovable no solo es económica, sino también clave para enfrentar el cambio climático
Aun así, es importante reseñar que las energías alternativas, aun siendo renovables, son limitadas y, como cualquier otro recurso natural, tienen un potencial máximo de explotación, lo que no quiere decir que se puedan agotar. Por tanto, incluso aunque se pueda realizar una transición a estas nuevas energías de forma suave y gradual, tampoco van a permitir continuar con el modelo económico actual basado en el crecimiento perpetuo. Por ello ha surgido el concepto de desarrollo sostenible. Dicho modelo se basa en las siguientes premisas:
- El uso de fuentes de energía renovable, ya que las fuentes fósiles actualmente explotadas terminarán agotándose, según los pronósticos actuales, en el transcurso de este siglo XXI d. C..
- El uso de fuentes limpias, abandonando los procesos de combustión convencionales.
- La explotación extensiva de las fuentes de energía, proponiéndose como alternativa el fomento del autoconsumo, que evite en la medida de lo posible la construcción de grandes infraestructuras de generación y distribución de energía eléctrica.
- La disminución de la demanda energética, mediante la mejora del rendimiento de los dispositivos eléctricos (electrodomésticos, lámparas, etc.).
- Reducir o eliminar el consumo energético innecesario. No se trata solo de consumir más eficientemente, sino de consumir menos, es decir, desarrollar una conciencia y una cultura del ahorro energético y condena del despilfarro.

## Clasificación
Las fuentes renovables de energía pueden dividirse en dos categorías: no contaminantes o limpias y contaminantes. Entre las primeras:
- La llegada de masas de agua dulce a masas de agua salada: energía azul.
- El viento: energía eólica.
- El calor de la Tierra: energía geotérmica.
- Los ríos y corrientes de agua dulce: energía hidráulica o hidroeléctrica.
- Los mares y océanos: energía mareomotriz.
- El sol: energía solar.
- Las olas: energía undimotriz.

Las contaminantes se obtienen a partir de la materia orgánica o biomasa, y se pueden utilizar directamente como combustible (madera u otra materia vegetal sólida), bien convertida en bioetanol o biogás mediante procesos de fermentación orgánica o en biodiésel, mediante reacciones de transesterificación y de los residuos urbanos.
Las energías de fuentes renovables contaminantes tienen el mismo problema que la energía producida por combustibles fósiles: en la combustión emiten dióxido de carbono, gas de efecto invernadero, y a menudo son aún más contaminantes, puesto que la combustión no es tan limpia, emitiendo hollines y otras partículas sólidas. Se encuadran dentro de las energías renovables porque mientras puedan cultivarse los vegetales que las producen, no se agotarán. También se consideran más limpias que sus equivalentes fósiles, porque teóricamente el dióxido de carbono emitido en la combustión ha sido previamente absorbido al transformarse en materia orgánica mediante fotosíntesis. En realidad, no es equivalente la cantidad absorbida previamente con la emitida en la combustión, porque en los procesos de siembra, recolección, tratamiento y transformación, también se consume energía, con sus correspondientes emisiones.
Además, se puede atrapar gran parte de las emisiones de CO2 para alimentar cultivos de microalgas/ciertas bacterias y levaduras (potencial fuente de fertilizantes y piensos), sal (en el caso de las microalgas de agua salobre o salada) y biodiésel/etanol respectivamente, y medio para la eliminación de hidrocarburos y dioxinas en el caso de las bacterias y levaduras (proteínas petrolíferas) y el problema de las partículas se resuelve con la gasificación y la combustión completa (combustión a muy altas temperaturas, en una atmósfera muy rica en O2) en combinación con medios descontaminantes de las emisiones como los filtros y precipitadores de partículas (como el precipitador Cottrel), o como las superficies de carbón activado.
También se puede obtener energía a partir de los residuos sólidos urbanos y de los lodos de las centrales depuradoras y potabilizadoras de agua. Energía que también es contaminante, pero que también lo sería en gran medida si no se aprovechase, pues los procesos de pudrición de la materia orgánica se realizan con emisión de gas natural y de dióxido de carbono.

## Evolución histórica
Las energías renovables han constituido una parte importante de la energía utilizada por los humanos desde tiempos remotos, especialmente la solar, la eólica y la hidráulica. La navegación a vela, los molinos de viento o de agua y las disposiciones constructivas de los edificios para aprovechar la luz del sol, son buenos ejemplos de ello.
Sin duda alguna el descubrimiento del fuego fue un acontecimiento que marcó un punto crucial en la historia de la humanidad, representando uno de los avances más significativos para nuestros antepasados, este descubrimiento no solo facilitó la supervivencia sino que también ayudó a la civilización, posteriormente vinieron otros avances como la actividad agrícola y ganadera, pero no fue sino hasta finales del siglo XVIII que se llevan a cabo los primeros experimentos de utilizar el vapor como fuente de energía, pero tienen que pasar casi cien años hasta que James Watt construye la primera máquina de vapor.
Con el invento de la máquina de vapor por James Watt, se van abandonando estas formas de aprovechamiento, por considerarse inestables en el tiempo y caprichosas y se utilizan cada vez más los motores térmicos y eléctricos, en una época en que el todavía relativamente escaso consumo, no hacía prever un agotamiento de las fuentes, ni otros problemas ambientales que más tarde se presentaron.
En los años 1970, las energías renovables se consideraron una alternativa a las energías tradicionales, tanto por su disponibilidad presente y futura garantizada (a diferencia de los combustibles fósiles que precisan miles de años para su formación) como por su menor impacto ambiental en el caso de las energías limpias, y por esta razón fueron llamadas energías alternativas. Actualmente, muchas de estas energías son una realidad, no una alternativa, por lo que el nombre de alternativas ya no debe emplearse.

## Las fuentes de energía
Las fuentes de energía se pueden dividir en dos grandes subgrupos: permanentes (renovables) y temporales (no renovables).

### No renovables
Se denomina fuentes de energía no renovables a aquellas que se encuentran en la naturaleza en cantidades limitadas. No se regeneran o lo hacen en forma extremadamente lenta.
Los combustibles fósiles son recursos no renovables, cuyas reservas son limitadas y se agotan con el uso. En algún momento se acabarán, y serán necesarios millones de años para contar nuevamente con ellos. Las principales son los combustibles fósiles (el petróleo, el gas natural y el carbón) y, en cierto modo, la energía nuclear.

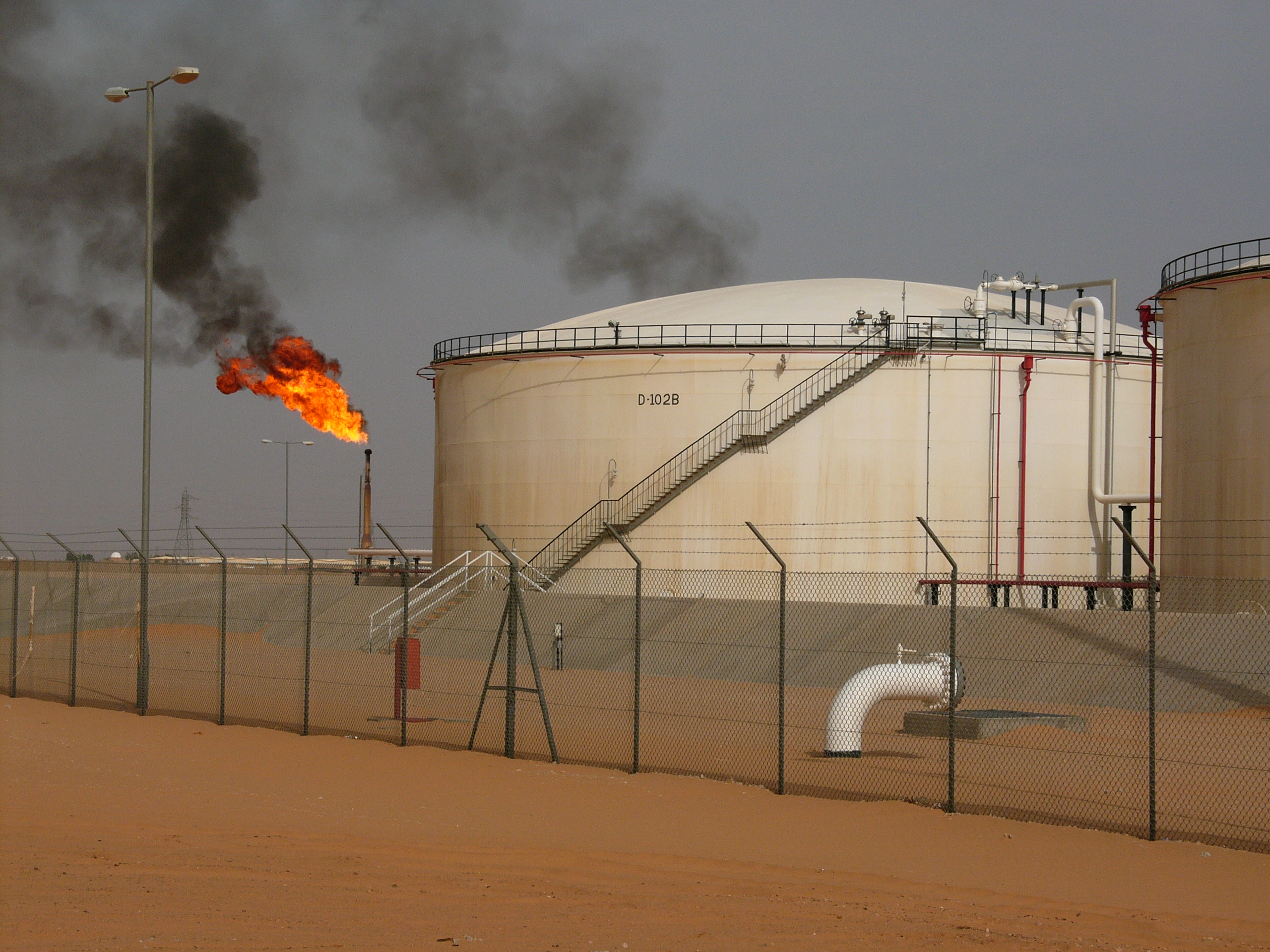
Yacimiento petrolífero El Sharara, operado por Repsol, en Libia.

#### Energía fósil
Los combustibles fósiles se pueden utilizar en forma sólida (carbón), líquida (petróleo) o gaseosa (gas natural). Son acumulaciones de seres vivos que vivieron hace millones de años y que se han fosilizado formando carbón o hidrocarburos. En el caso del carbón se trata de bosques de zonas pantanosas, y en el caso del petróleo y el gas natural de grandes masas de plancton marino acumuladas en el fondo del mar. En ambos casos la materia orgánica se descompuso parcialmente por falta de oxígeno y acción de la temperatura, la presión y determinadas bacterias de forma que quedaron almacenadas moléculas con enlaces de alta energía
La energía más utilizada en el mundo es la energía fósil. Si se considera todo lo que está en juego, es de suma importancia medir con exactitud las reservas de combustibles fósiles del planeta. Se distinguen las “reservas identificadas” aunque no estén explotadas, y las “reservas probables”, que se podrían descubrir con las tecnologías futuras. Según los cálculos, el planeta puede suministrar energía durante 40 años más (si solo se utiliza el petróleo) y más de 200 (si se sigue utilizando el carbón). Hay alternativas actualmente en estudio: la energía de fusión nuclear —no renovable, pero con reservas inmensas de combustible—, las energías renovables o las pilas de hidrógeno.

#### Energía nuclear
El núcleo atómico de elementos pesados como el uranio, puede ser desintegrado (fisión nuclear) y liberar energía radiante y cinética. Las centrales termonucleares aprovechan esta energía para producir electricidad mediante turbinas de vapor de agua. 
Se obtiene "rompiendo" (fisionando) átomos de minerales radiactivos en reacciones en cadena que se producen en el interior de un reactor nuclear.
Una consecuencia de la actividad de producción de este tipo de energía, son los residuos nucleares, que pueden tardar miles de años en desaparecer, porque tardan ese tiempo en perder la radiactividad. Actualmente, muchos países experimentan con modelos de reactores de IV generación de neutrones rápidos y Rusia tiene un importante modelo que es el BN-800 en funcionamiento con combustible reciclado de otros reactores (MOX). Esto permite darle más vidas al combustible usado mediante un proceso industrial. Otra capacidad de estos reactores es la reducción de residuos, dado que tienen la capacidad de transmutar los transuránicos, elementos producidos con la fisión o rotura del núcleo de Uranio y que son altamente radiactivos o tienen largas vidas medias, la transmutación de transuránicos los convierte en otros elementos químicos menos radiactivos o con una corta vida media de minutos, días o semanas para luego acabar siendo en muchos casos elementos estables o tener niveles de radiactividad mucho más reducidos.
Existe otra posibilidad de energía nuclear que, hasta el momento solo está en fase de investigación: la energía nuclear de fusión, que consiste en unir (fundir) dos átomos de hidrógeno para obtener un átomo de helio, con producción de energía abundante, la mayoría de expertos descartan que esta fuente de energía vaya a estar disponible para superar el calentamiento global o para la transición energética. El combustible es en este caso hidrógeno, abundante en la tierra y el residuo helio, no radiactivo ni contaminante. De conseguirse un proceso para obtener esta energía, sería también una energía no contaminante.
En la actualidad, algunos países priorizan el uso de energía nuclear para grandes producciones de energía eléctrica, como el caso de Francia. La humanidad se enfrenta a grandes dilemas sobre la generación, distribución y uso de energía racional. En este sentido, sigue abierto el problema socio-controvertido sobre el uso de la energía nuclear frente a la crisis energética de las sociedades industrializadas.

### Renovables o verdes
Energía verde es un término que describe la energía generada a partir de fuentes de energía primaria respetuosas con el medio ambiente. Las energías verdes son energías renovables que no contaminan, es decir, cuyo modo de obtención o uso no emite subproductos que puedan incidir negativamente en el medio ambiente.
Actualmente, están cobrando mayor importancia a causa del agravamiento del efecto invernadero y el consecuente calentamiento global, acompañado por una mayor toma de conciencia a nivel internacional con respecto a dicho problema. Asimismo, economías nacionales que no poseen o agotaron sus fuentes de energía tradicionales (como el petróleo o el gas) y necesitan adquirir esos recursos de otras economías, buscan evitar dicha dependencia energética, así como el negativo en su balanza comercial que esa adquisición representa.

#### Energía hidráulica
La energía potencial acumulada en los saltos de agua puede ser transformada en energía eléctrica. Las centrales hidroeléctricas aprovechan la energía de los ríos para poner en funcionamiento turbinas que mueven generadores eléctricos. En España se utiliza esta energía para producir alrededor de un 15 % del total de la electricidad.
Uno de los recursos más importantes cuantitativamente en la estructura de las energías renovables es la procedente de las instalaciones hidroeléctricas; una fuente energética limpia y autóctona pero para la que se necesita construir las necesarias infraestructuras que permitan aprovechar el potencial disponible con un coste nulo de combustible. El problema de este tipo de energía es que depende de las condiciones climatológicas.

#### Energía solar térmica
Se trata de recoger la energía del sol a través de paneles solares y convertirla en calor el cual puede destinarse a satisfacer numerosas necesidades. Por ejemplo, se puede obtener agua caliente para consumo doméstico o industrial, o bien para dar calefacción a hogares, hoteles, colegios o fábricas. También, se podrá conseguir refrigeración durante las épocas cálidas. En agricultura se pueden conseguir otro tipo de aplicaciones como invernaderos solares que favorecieran las mejoras de las cosechas en calidad y cantidad, los secaderos agrícolas que consumen mucha menos energía si se combinan con un sistema solar, y plantas de purificación o desalinización de aguas sin consumir ningún tipo de combustible.
Con este tipo de energía se podría reducir más del 25 % del consumo de energía convencional en viviendas de nueva construcción, con la consiguiente reducción de quema de combustibles fósiles y deterioro ambiental. La obtención de agua caliente supone en torno al 28 % del consumo de energía en las viviendas y que estas, a su vez, demandan algo más del 12 % de la energía en España.[cita requerida]

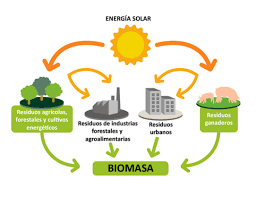
Ciclo de la biomasa.

#### Biomasa
La vida a partir de la energía solar se lleva a cabo por el proceso denominado fotosíntesis vegetal, que a su vez es desencadenante de la cadena biológica. Mediante la fotosíntesis, las plantas que contienen clorofila, transforman el dióxido de carbono y el agua de productos minerales sin valor energético, en materiales orgánicos con alto contenido energético y a su vez sirven de alimento a otros seres vivos. La biomasa mediante estos procesos almacena a corto plazo la energía solar en forma de carbono. La energía almacenada en el proceso fotosintético puede ser posteriormente transformada en energía térmica, eléctrica o carburantes de origen vegetal, liberando de nuevo el dióxido de carbono almacenado.

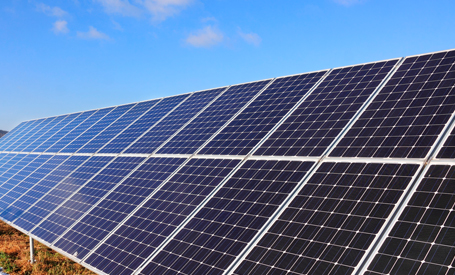
Energía solar.

#### Energía solar
La energía solar es una fuente de vida y origen de la mayoría de las demás formas de energía en la Tierra. Cada año la radiación solar aporta a la Tierra la energía equivalente a varios miles de veces la cantidad de energía que consume la humanidad. Recogiendo de forma adecuada la radiación solar, esta puede transformarse en otras formas de energía como energía térmica o energía eléctrica utilizando paneles solares.
Mediante colectores solares, la energía solar puede transformarse en energía térmica, y utilizando paneles fotovoltaicos la energía lumínica puede transformarse en energía eléctrica. Ambos procesos nada tienen que ver entre sí en cuanto a su tecnología. Así mismo, en las centrales térmicas solares se utiliza la energía térmica de los colectores solares para generar electricidad.
Se distinguen dos componentes en la radiación solar: la radiación directa y la radiación difusa. La radiación directa es la que llega directamente del foco solar, sin reflexiones o refracciones intermedias. La difusa es la emitida por la bóveda celeste diurna gracias a los múltiples fenómenos de reflexión y refracción solar en la atmósfera, en las nubes, y el resto de elementos atmosféricos y terrestres. La radiación directa puede reflejarse y concentrarse para su utilización, mientras que no es posible concentrar la radiación difusa que proviene de todas direcciones. Sin embargo, tanto la radiación directa como la radiación difusa son aprovechables.
Se puede diferenciar entre receptores activos y pasivos en que los primeros utilizan mecanismos para orientar el sistema receptor hacia el Sol —llamados seguidores— y captar mejor la radiación directa.
Una importante ventaja de la energía solar es que permite la generación de energía en el mismo lugar de consumo mediante la integración arquitectónica en edificios. Así, podemos dar lugar a sistemas de generación distribuida en los que se eliminen casi por completo las pérdidas relacionadas con el transporte —que en la actualidad suponen aproximadamente el 40 % del total— y la dependencia energética.
Las diferentes tecnologías fotovoltaicas se adaptan para sacar el máximo rendimiento posible de la energía que recibimos del sol. De esta forma, por ejemplo, los sistemas de concentración solar fotovoltaica (CPV por sus siglas en inglés) utiliza la radiación directa con receptores activos para maximizar la producción de energía y conseguir así un coste menor por kWh producido. Esta tecnología resulta muy eficiente para lugares de alta radiación solar, pero actualmente no puede competir en precio en localizaciones de baja radiación solar como Centro Europa, donde tecnologías como la célula solar de película fina (también llamada Thin Film) están consiguiendo reducir también el precio de la tecnología fotovoltaica tradicional a cotas nunca vistas.

#### Energía eólica

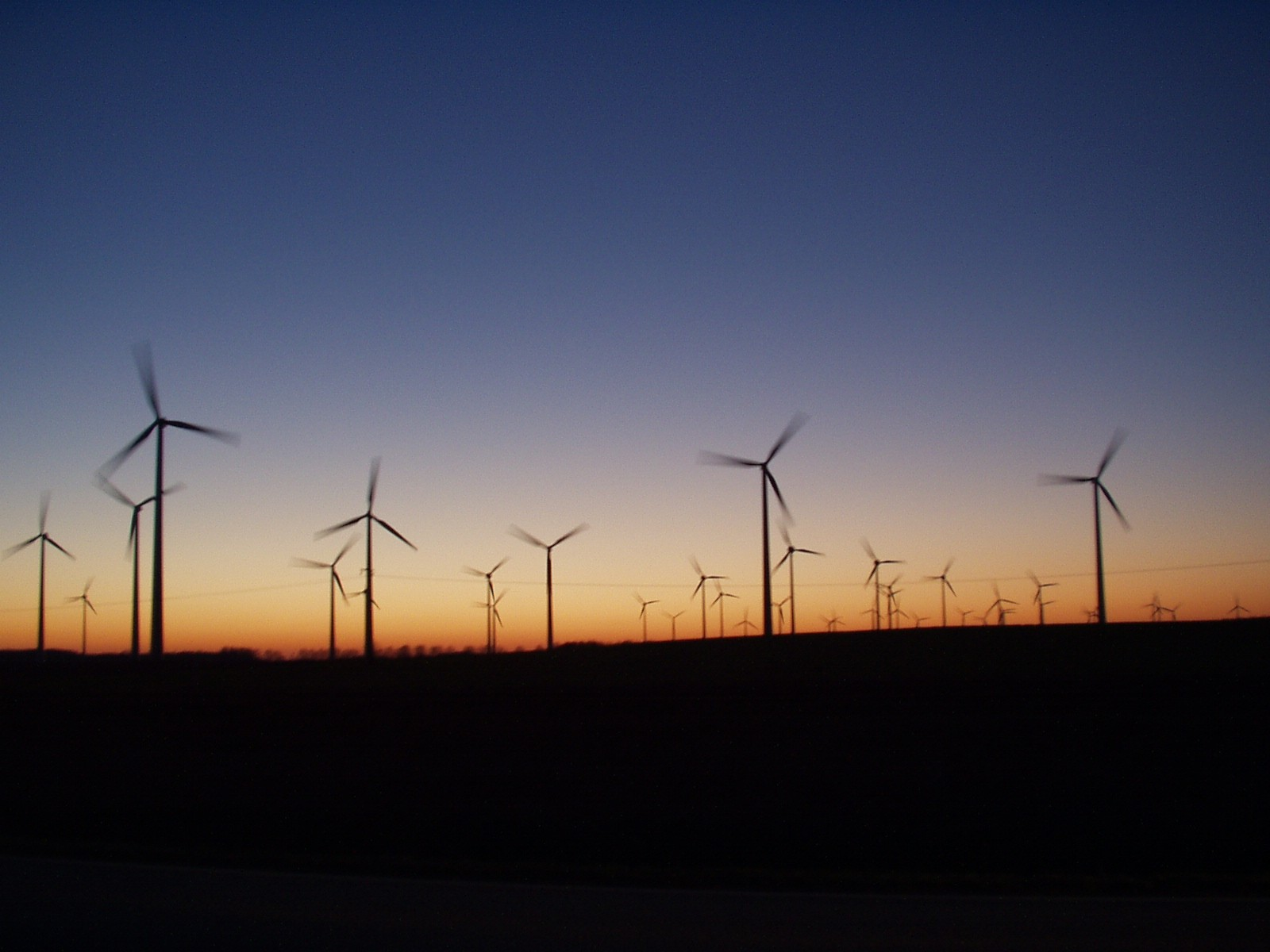
Atardecer en un parque eólico situado en el noreste de Alemania.

La energía eólica es la energía obtenida de la fuerza del viento, es decir, mediante la utilización de la energía cinética generada por las corrientes de aire. Se obtiene mediante unas turbinas eólicas que convierten la energía cinética del viento en energía eléctrica por medio de aspas o hélices que hacen girar un eje central conectado, a través de una serie engranajes (la transmisión) a un generador eléctrico.
El término eólico viene del latín Aeolicus (griego antiguo Αἴολος / Aiolos), perteneciente o relativo a Éolo o Eolo, dios de los vientos en la mitología griega y, por tanto, perteneciente o relativo al viento. La energía eólica ha sido aprovechada desde la antigüedad para mover los barcos impulsados por velas o hacer funcionar la maquinaria de molinos al mover sus aspas. Es un tipo de energía verde.
La energía del viento está relacionada con el movimiento de las masas de aire que desplazan de áreas de alta presión atmosférica hacia áreas adyacentes de baja presión, con velocidades proporcionales (gradiente de presión). Por lo que puede decirse que la energía eólica es una forma no-directa de energía solar. Las diferentes temperaturas y presiones en la atmósfera, provocadas por la absorción de la radiación solar, son las que ponen al viento en movimiento.
Es una energía limpia y también una de las menos costosas de producir, lo que explica el fuerte entusiasmo por sus aplicaciones. De entre todas ellas, la más extendida, y la que cuenta con un mayor crecimiento es la de los parques eólicos para producción eléctrica.
Un parque eólico es la instalación integrada de un conjunto de aerogeneradores interconectados eléctricamente. Los aerogeneradores son los elementos claves de la instalación de los parques eólicos que, básicamente, son una evolución de los tradicionales molinos de viento. Como tales son máquinas rotativas que suelen tener tres aspas, de unos 20-25 metros, unidas a un eje. El elemento de captación o rotor que está unido a este eje, capta la energía del viento. El movimiento de las aspas o paletas, accionadas por el viento, activa un generador eléctrico que convierte la energía mecánica de la rotación en energía eléctrica.
Estos aerogeneradores suelen medir unos 40-50 metros de altura dependiendo de la orografía del lugar, pero pueden ser incluso más altos. Este es uno de los grandes problemas que afecta a las poblaciones desde el punto de vista estético.
Los aerogeneradores pueden trabajar solos o en parques eólicos, sobre tierra formando las granjas eólicas, sobre la costa del mar o incluso pueden ser instalados sobre las aguas a cierta distancia de la costa en lo que se llama granja eólica marina, la cual está generando grandes conflictos en todas aquellas costas en las que se pretende construir parques eólicos.

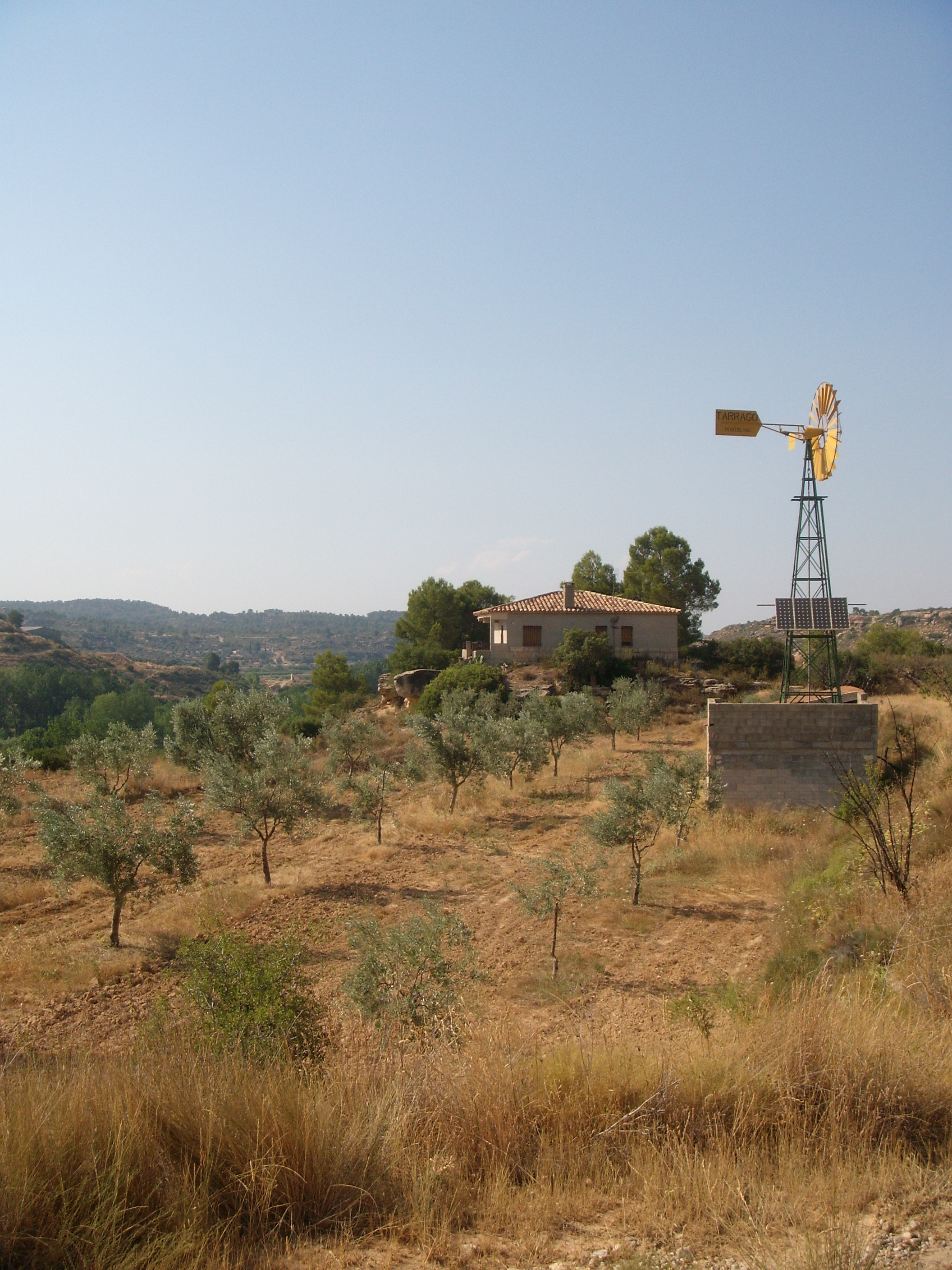
Aprovechamiento tradicional de la energía eólica para sacar agua de un pozo.

El gran beneficio medioambiental que proporciona el aprovechamiento del viento para la generación de energía eléctrica viene dado, en primer lugar, por los niveles de emisiones gaseosas evitados, en comparación con los producidos en centrales térmicas. En definitiva, contribuye a la estabilidad climática del planeta. Un desarrollo importante de la energía eléctrica de origen eólico puede ser, por tanto, una de las medidas más eficaces para evitar el efecto invernadero, ya que, a nivel mundial, se considera que el sector eléctrico es responsable del 29 % de las emisiones de CO2 del planeta.
Como energía limpia que es, contribuye a minimizar el calentamiento global. Centrándose en las ventajas sociales y económicas que nos incumben de una manera mucho más directa, son mayores que los beneficios que aportan las energías convencionales. El desarrollo de este tipo de energía puede reforzar la competitividad general de la industria y tener efectos positivos y tangibles en el desarrollo regional, la cohesión económica y social y el empleo, aunque existen discusiones sobre la importancia de los impactos económicos en las áreas rurales.
Hay quienes [¿quién?] consideran que la eólica no supone una alternativa a las fuentes de energía actuales, ya que no genera energía constantemente cuando no sopla el viento. Es la intermitencia uno de sus principales inconvenientes. El impacto en detrimento de la calidad del paisaje, los efectos sobre la avifauna y el ruido, suelen ser los efectos negativos que generalmente se citan como inconvenientes medioambientales de los parques eólicos.[cita requerida]
Con respecto a los efectos sobre la avifauna el impacto de los aerogeneradores no es tan importante como pudiera parecer en un principio. [cita requerida] Otro de los mayores inconvenientes es el efecto pantalla que limita de manera notable la visibilidad y posibilidades de control que constituye la razón de ser de sus respectivos emplazamientos, consecuencia de la alineación de los aerogeneradores. A las limitaciones visuales se añaden las previsibles interferencias electromagnéticas en los sistemas de comunicación.[cita requerida]

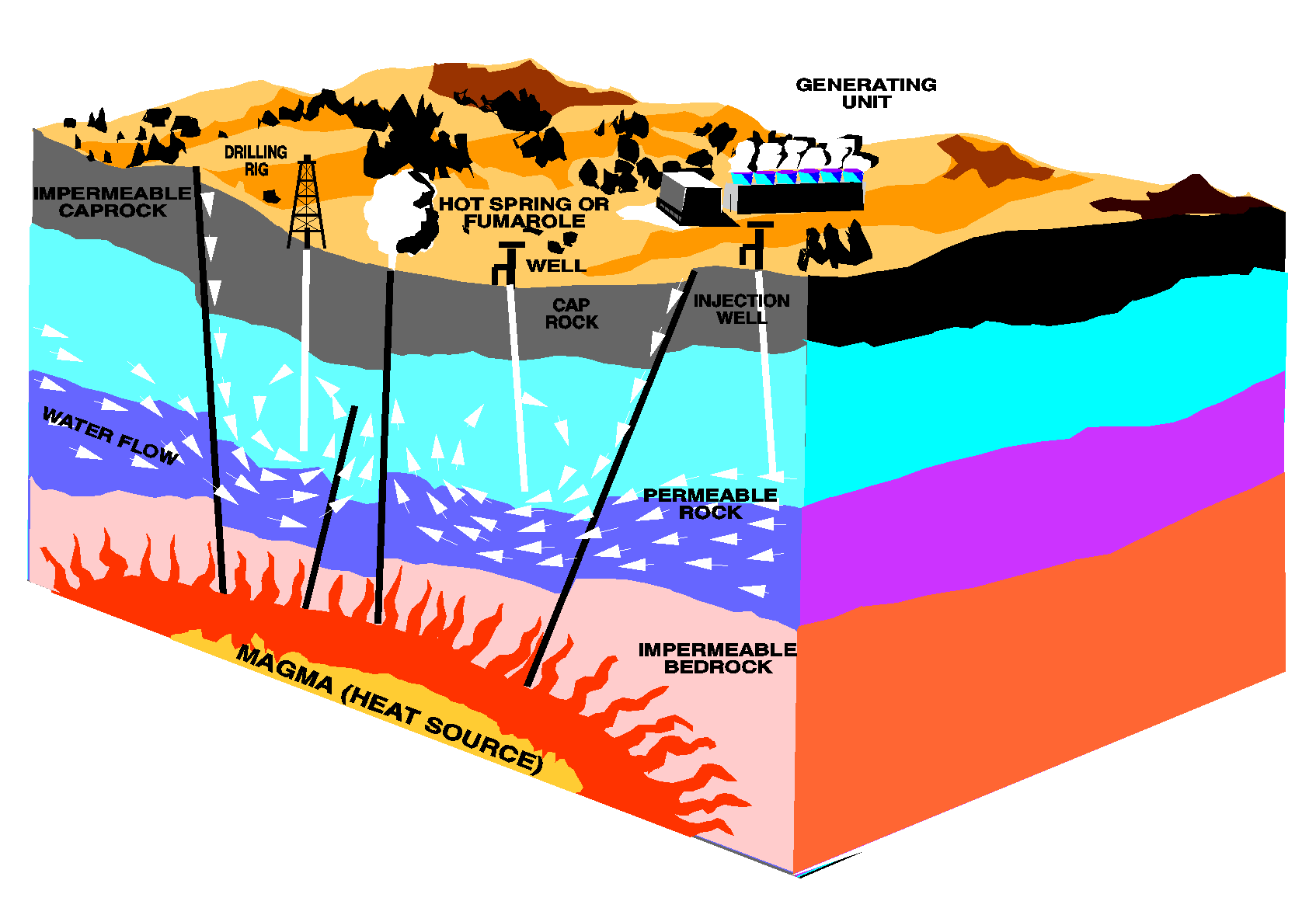
Croquis de fuentes de energía geotérmica.

#### Energía geotérmica
La energía geotérmica es aquella energía que puede ser obtenida por el ser humano mediante el aprovechamiento del calor del interior de la Tierra.
Parte del calor interno de la Tierra (5000 °C) llega a la corteza terrestre.[cita requerida] En algunas zonas del planeta,[¿dónde?] cerca de la superficie, las aguas subterráneas pueden alcanzar temperaturas de ebullición, y, por tanto, servir para accionar turbinas eléctricas o para calentar.
El calor del interior de la Tierra se debe a varios factores, entre los que destacan el gradiente geotérmico y el calor radiogénico. Geotérmico viene del griego geo, "Tierra"; y de thermos, "calor"; literalmente calor de la Tierra.

#### Energía mareomotriz

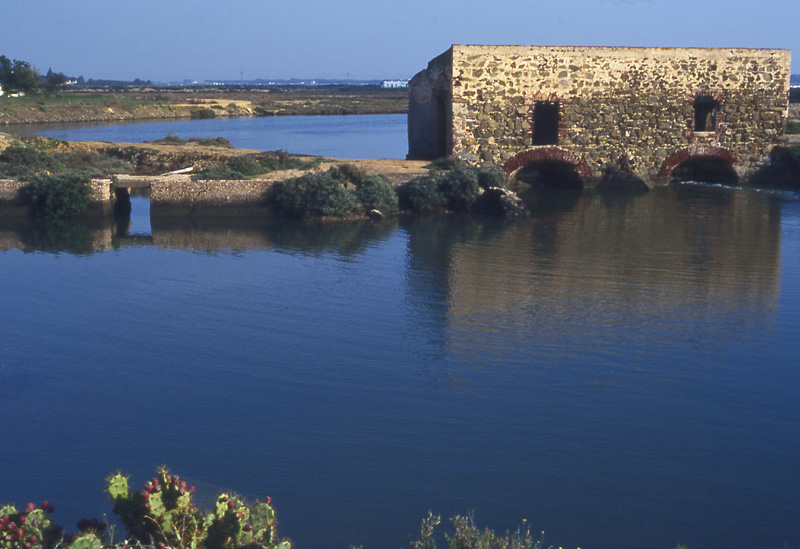
Antiguo molino de mareas en Isla Cristina (Huelva).

La energía marina o energía de los mares (también denominada a veces energía de los océanos o energía oceánica) se refiere a la energía renovable producida por las olas del mar, las mareas, la salinidad y las diferencias de temperatura del océano. El movimiento del agua en los océanos del mundo crea un vasto almacén de energía cinética o energía en movimiento. Esta energía se puede aprovechar para generar electricidad que alimente las casas, el transporte y la industria. Los principales tipos son:
- Energía de las olas, olamotriz o undimotriz.
- Energía de las mareas o energía mareomotriz.
- Energía de las corrientes: consiste en el aprovechamiento de la energía cinética contenida en las corrientes marinas. El proceso de captación se basa en convertidores de energía cinética similares a los aerogeneradores empleando en este caso instalaciones submarinas para corrientes de agua.
- Maremotérmica: se fundamenta en el aprovechamiento de la energía térmica del mar basado en la diferencia de temperaturas entre la superficie del mar y las aguas profundas. El aprovechamiento de este tipo de energía requiere que el gradiente térmico sea de al menos 20 °C. Las plantas maremotérmicas transforman la energía térmica en energía eléctrica utilizando el ciclo termodinámico denominado “ciclo de Rankine” para producir energía eléctrica cuyo foco caliente es el agua de la superficie del mar y el foco frío el agua de las profundidades.
- Energía osmótica: es la energía de los gradientes de salinidad.

#### Hidrógeno Verde
La producción del hidrógeno verde es una tecnología innovadora que puede ayudar a la descarbonización del sector energético y es una alternativa prometedora a los combustibles fósiles, que puede acelerar la transición energética en la lucha contra el calentamiento climático.
A pesar de que el hidrógeno se puede producir de muchas formas, la tecnología más interesante y prometedora es la producción de hidrógeno a través de la electrólisis del agua. En este proceso, la electrólisis descompone el agua en hidrógeno y oxígeno mediante el uso de electricidad. Si la electricidad utilizada proviene de fuentes de energía renovables como la energía eólica o la energía solar, entonces todo el proceso energético se haría sin generar nada de contaminación. En este caso, estaríamos hablando de “hidrógeno verde”, una energía limpia.
La mayor planta de hidrógeno verde para uso industrial de Europa se encuentra en Puertollano desde el 2022 y servirá para reducir el consumo del gas natural.

##### Ventajas
¿Cuáles son las ventajas de usar el hidrógeno verde como parte del sector energético?
- El hidrógeno es el elemento químico más abundante de la naturaleza.
- Es un combustible universal, ligero y muy reactivo.
- Reduce las emisiones de CO₂.
- Se produce a partir de fuentes de energía renovables.
- Se caracteriza por una alta densidad energética. Un kilogramo de hidrógeno contiene el doble de energía que uno de gas natural o de otros combustibles fósiles.
- Es transportable en diferentes estados: líquido o gaseoso.
- Es versátil y se puede utilizar de forma innovadora.

##### Desventajas
Sin embargo, el hidrógeno verde también tiene sus propias desventajas, como:
- El hidrógeno es volátil. Es una sustancia inflamable, lo que lo convierte en un combustible peligroso para trabajar.
- La electrólisis es un proceso caro.
- El hidrógeno es un gas mucho más ligero que la gasolina, lo que dificulta su almacenamiento.

##### Aplicaciones posibles
La descarbonización de los sistemas de calefacción residencial es un desafío importante en los países que actualmente dependen del gas natural. Una respuesta inmediata al problema es introducir hidrógeno verde en el proceso para reducir el contenido de carbono.
Además, en el sector de la automoción, el hidrógeno verde ofrece una alternativa a los combustibles que se utilizan en la actualidad y se propone como una posible solución interesante para nuestro futuro. Los vehículos de hidrógeno complementan los vehículos eléctricos para lograr una descarbonización de los segmentos de transporte.

## Polémicas

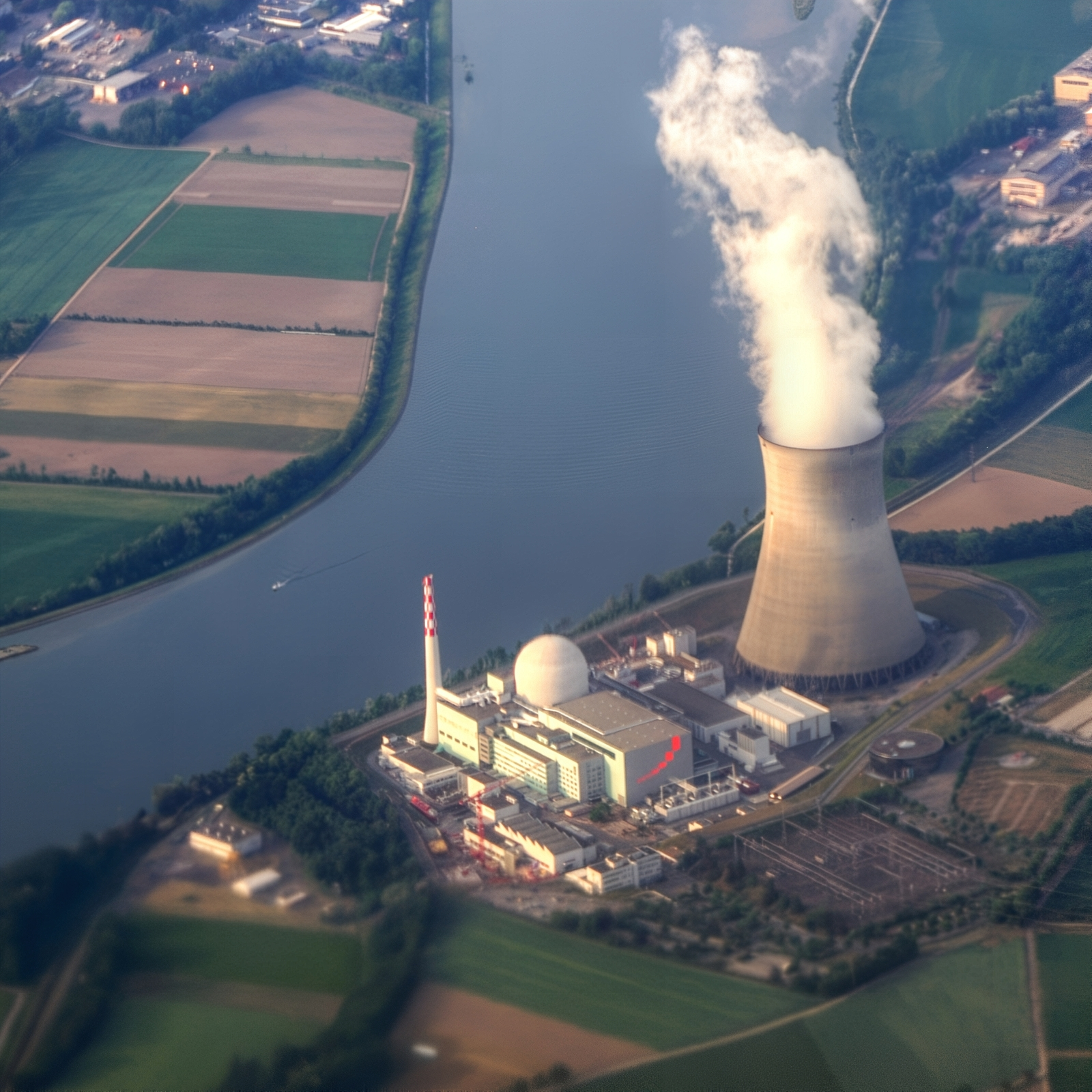
Suiza, Argovia, vista aérea de la planta nuclear de Leibstadt.

Existe cierta polémica sobre la inclusión de la incineración (dentro de la energía de la biomasa) y de la energía hidráulica (a gran escala) como energías verdes, por los impactos medioambientales negativos que producen, aunque se trate de energías renovables.
El estatus de la energía nuclear como «energía limpia» es objeto de debate. En efecto, aunque presenta una de las más bajas tasas de emisiones de gases de efecto invernadero, genera desechos nucleares cuya eliminación no está aún resuelta. Según la definición actual de "desecho" no se trata de una energía limpia.
Aunque las ventajas de las energías renovables son notorias, también han causado controversia en la opinión pública. Por un lado, colectivos ecologistas como Greenpeace, han alzado la voz sobre el impacto ambiental que la biomasa puede llegar a causar en el medio ambiente y también sobre el negocio que muchos han visto en este nuevo sector. Este colectivo junto con otras asociaciones ecologistas han rechazado el impacto que energías como la eólica causan en el entorno, aunque es menor que las fuentes no renovables. Para ello han propuesto que los generadores se instalen en el mar, obteniendo así mayor cantidad de energía y evitando una contaminación paisajística. Ahora bien, estas alternativas han sido rechazadas por otros sectores, principalmente el empresarial, debido a su alto coste económico y también, según los ecologistas, por el afán de monopolio de las empresas energéticas. Algunos empresarios,[¿quién?] en cambio, defienden la necesidad de tal impacto, pues de esa forma los costes son menores y, por tanto, el precio a pagar por los usuarios es más bajo.

## Impacto ambiental
Todas las fuentes de energía producen algún grado de impacto ambiental. La energía geotérmica puede ser muy nociva si se arrastran metales pesados y gases de efecto invernadero a la superficie; la eólica produce impacto visual en el paisaje, ruido de baja frecuencia, puede ser una trampa para aves. La hidráulica menos agresiva es la minihidráulica, ya que las grandes presas provocan pérdida de biodiversidad, generan metano por la materia vegetal no retirada, provocan pandemias como fiebre amarilla, dengue, esquistosomiasis en particular en climas templados y climas cálidos, inundan zonas con patrimonio cultural o paisajístico, generan el movimiento de poblaciones completas, entre otros Asuán, Itaipú, Yacyretá y aumentan la salinidad de los cauces fluviales. La energía solar se encuentra entre las menos agresivas debido a la posibilidad de su generación distribuida salvo la electricidad fotovoltaica y termoeléctrica producida en grandes plantas de conexión a red, que utilizan generalmente una gran extensión de terreno. La mareomotriz se ha descontinuado por los altísimos costos iniciales y el impacto ambiental que suponen. La energía de las olas junto con la energía de las corrientes marinas habitualmente tienen bajo impacto ambiental, ya que usualmente se ubican en costas agrestes. La energía de la biomasa produce contaminación durante la combustión por emisión de CO2, pero que es reabsorbida por el crecimiento de las plantas cultivadas y necesita tierras cultivables para su desarrollo, disminuyendo la cantidad de tierras cultivables disponibles para el consumo humano y para la ganadería, con el peligro de aumentar el coste de los alimentos y favorecer los monocultivos.

## Ventajas e inconvenientes de la energía renovable

### Energías ecológicas
Las fuentes de energía renovables son distintas a las de combustibles fósiles o centrales nucleares debido a su diversidad y abundancia. Se considera que el Sol abastecerá estas fuentes de energía (radiación solar, viento, lluvia, etc.) durante los próximos cuatro mil millones de años. La primera ventaja de una cierta cantidad de fuentes de energía renovables es que no producen gases de efecto invernadero ni otras emisiones, contrariamente a lo que ocurre con los combustibles, sean fósiles o renovables. Algunas fuentes renovables[¿cuál?] no emiten dióxido de carbono adicional, salvo los necesarios para su construcción y funcionamiento, y no presentan ningún riesgo suplementario, tales como el riesgo nuclear. Además, muchas de estas infraestructuras se realizan mediante colaboraciones público-privadas, permitiendo alinear los intereses de múltiples actores sociales.
No obstante, algunos sistemas de energía renovable generan problemas ecológicos particulares.[¿cuál?] Así pues, los primeros aerogeneradores eran peligrosos para los pájaros, pues sus aspas giraban muy deprisa, mientras que las centrales hidroeléctricas pueden crear obstáculos a la emigración de ciertos peces, un problema serio en muchos ríos del mundo (en los del noroeste de Norteamérica que desembocan en el océano Pacífico, se redujo la población de salmones drásticamente).[cita requerida]

### Naturaleza difusa

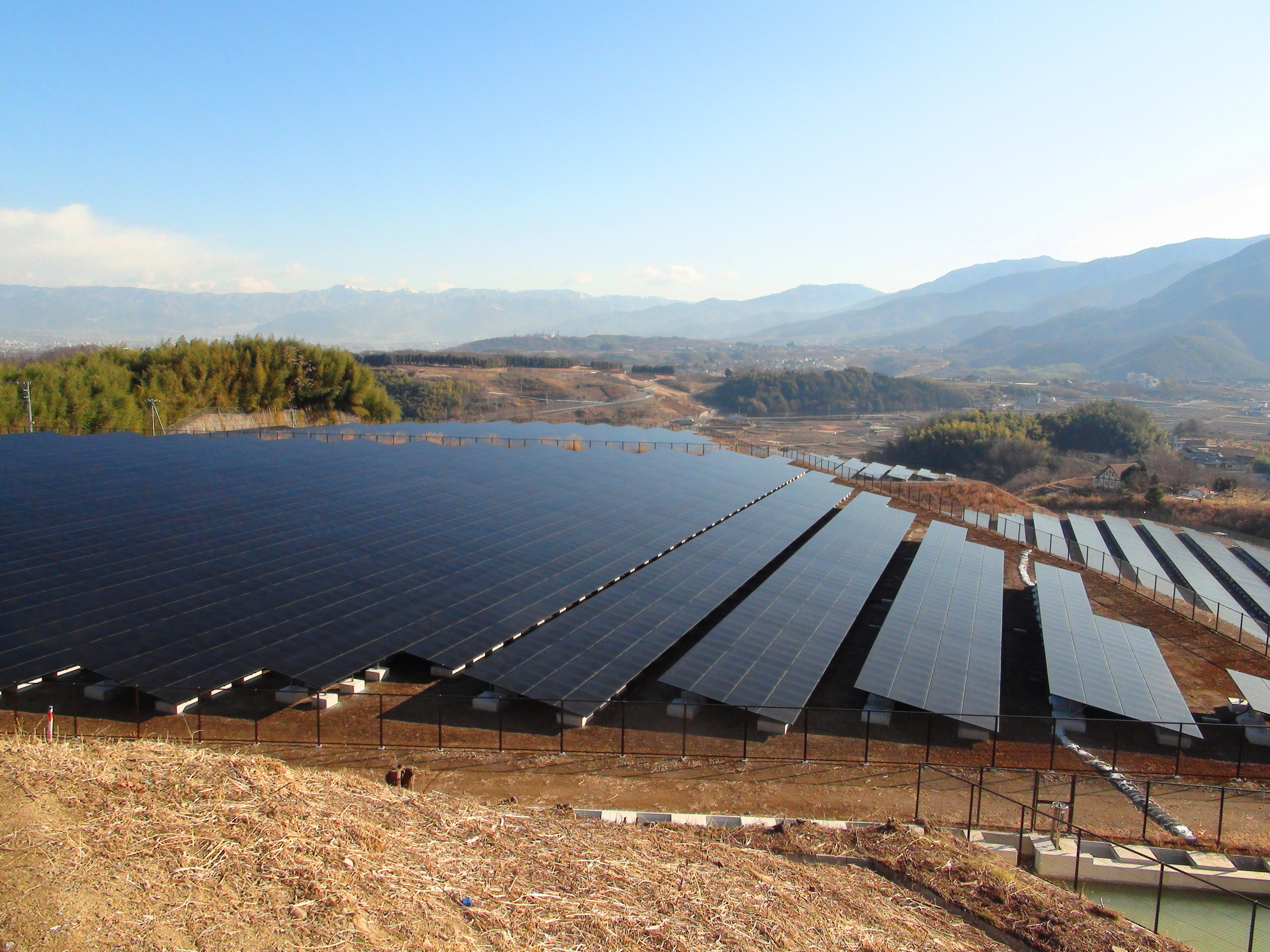
Planta solar fotovoltaica operada por TEPCO en Japón.

Un problema inherente a las energías renovables es su naturaleza difusa, con la excepción de la energía geotérmica, la cual, sin embargo, solo es accesible donde la corteza terrestre es fina, como las fuentes calientes y los géiseres.
Puesto que ciertas fuentes de energía renovable proporcionan una energía de una intensidad relativamente baja, distribuida sobre grandes superficies, son necesarias nuevos tipos de "centrales" para convertirlas en fuentes utilizables. Para 1000 kWh de electricidad, consumo anual per cápita en los países occidentales, el propietario de una vivienda ubicada en una zona nublada de Europa debe instalar ocho metros cuadrados de paneles fotovoltaicos (suponiendo un rendimiento energético medio del 12,5 %).
Sin embargo, con cuatro metros cuadrados de colector solar térmico, un hogar puede obtener gran parte de la energía necesaria para el agua caliente sanitaria aunque, debido al aprovechamiento de la simultaneidad, los edificios de pisos pueden conseguir los mismos rendimientos con menor superficie de colectores y, lo que es más importante, con mucha menor inversión por vivienda.

### Irregularidad
El suministro de energía eléctrica exige producir tanta electricidad como demanda la red. Pero la energía eólica y la fotovoltaica son irregulares: dependen de que sople el viento o luzca el sol, y ese momento puede no coincidir con el de demanda de la red. Necesitan, por tanto, medios de almacenamiento de energía, como centrales hidroeléctricas reversibles, baterías o pilas de combustible. Así pues, hay que tener en cuenta los costos de almacenamiento de la energía cuando se diseñe un sistema autónomo de energía renovable independiente de la red eléctrica general.
Por otra parte, si bien es cierto que la energía eólica y la fotovoltaica son irregulares, esa irregularidad es altamente predecible (con más del 95 % de fiabilidad). Esto permite saber con anticipación en qué momentos del día siguiente puede no haber suficiente sol o viento para atender a la demanda eléctrica, y tener preparadas para ese momento otras fuentes de suministro, como centrales de gas natural de ciclo combinado.

### La integración en el paisaje

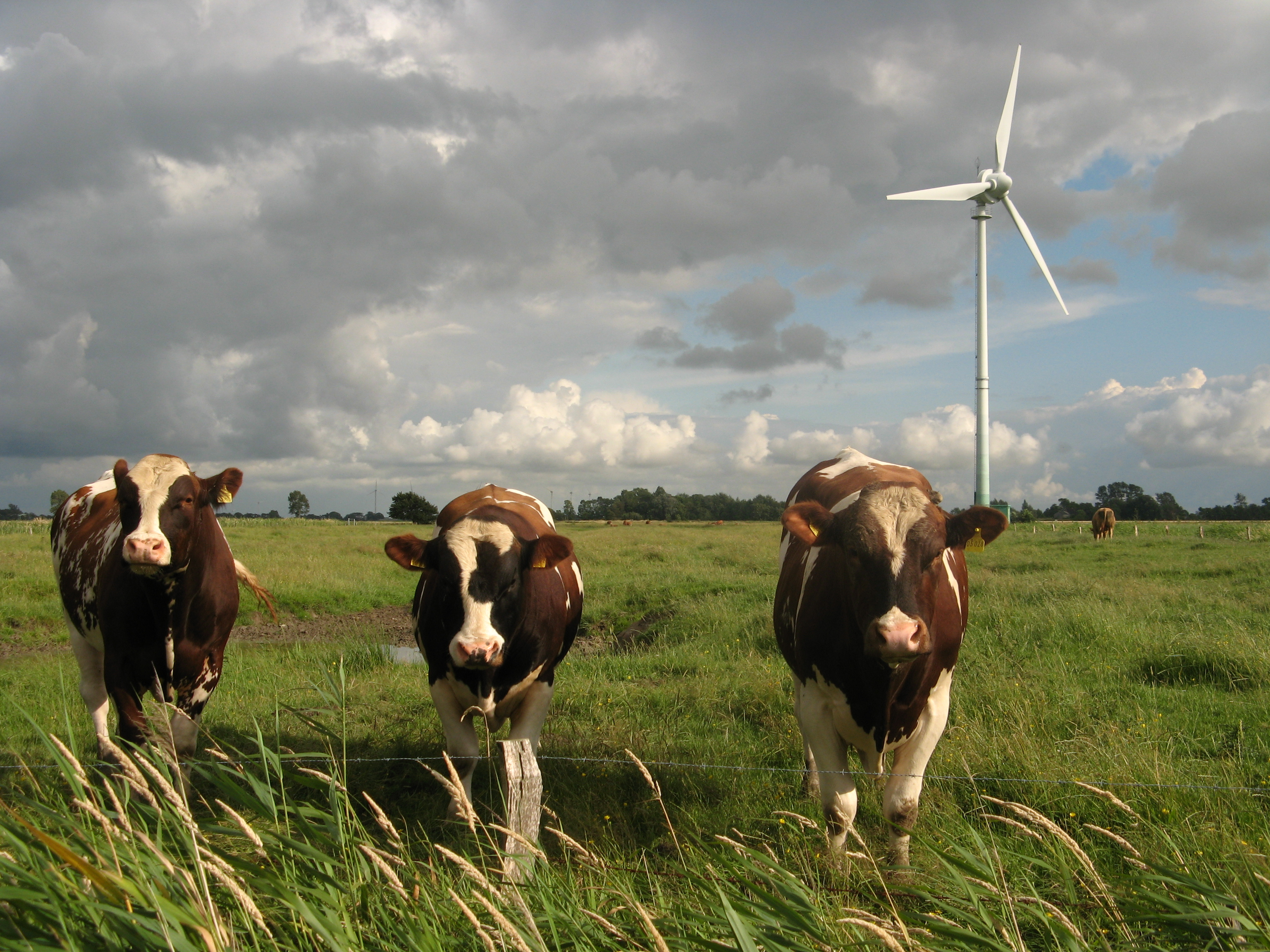
Integración en el paisaje de los aerogeneradores.

## Las fuentes de energía renovables en la actualidad

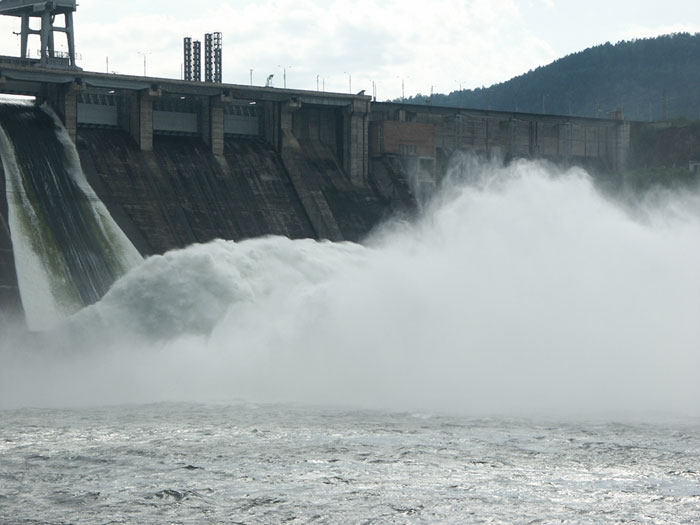
Central hidroeléctrica.